# National Defense University

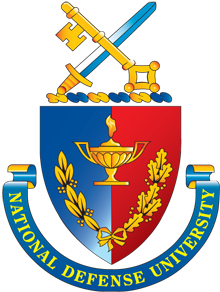
Emblem der National Defense University (NDU), Washington, D.C.

Die englisch National Defense University (NDU) ‚Nationale Verteidigungsuniversität‘ ist eine US-amerikanische Einrichtung für militärische Bildung (Joint Professional Military Education, JPME) der USA in Washington, D.C. Der NDU-Hauptcampus liegt im Fort Lesley J. McNair, wo der Anacostia River in den Potomac River mündet.

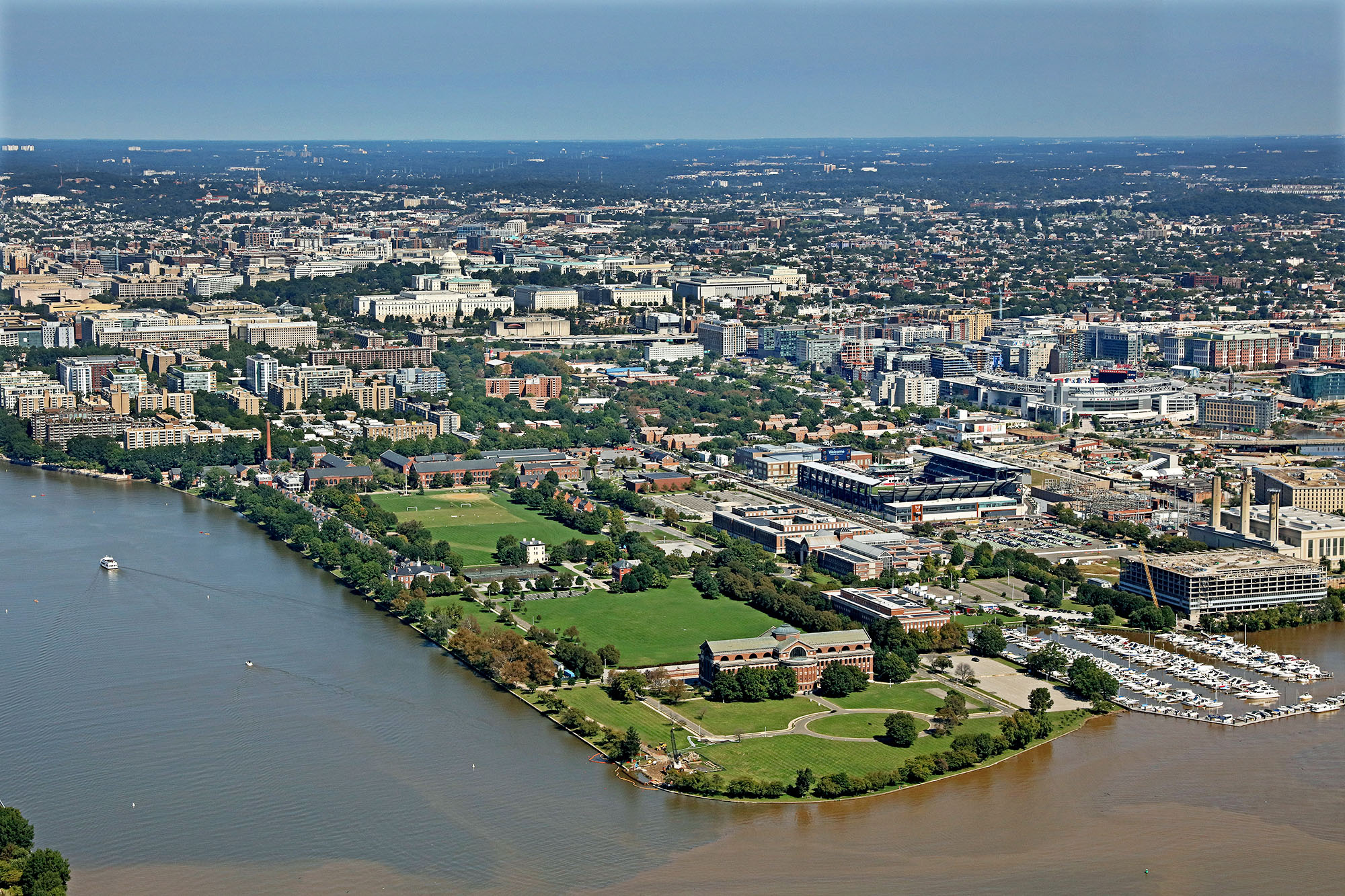
Luftaufnahme von Fort Lesley J. McNair im Südwesten von Washington, D.C. (2018)

## Organisation
Jährlich werden 1000 Studenten geschult und 550 M.A.-Titel vergeben. Die meisten Studenten sind zwischen 40 und 45 Jahre alt und haben um 20 Jahre Militärerfahrung. Neben einigen Regierungsmitarbeitern lässt NDU jährlich acht Personen aus der Industrie zu. Der Jahresetat lag im Jahre 2003 bei 108 Mio. US-Dollar.
Derzeitige Präsidentin des NDU ist United States Navy Vice Admiral Ann E. Rondeau.

## Colleges
- Joint Forces Staff College, Norfolk (Virginia)
- Industrial College of the Armed Forces (ICAF), Adm. Richard Jascot
- Joint Forces Staff College, Army Maj. Gen. Kenneth J. Quinlan
- Information Resources Management College (IRMC)
- National War College
- School for National Security Executive Education

## Forschung
- Center for the Study of Weapons of Mass Destruction
- Center for Technology and National Security Policy
- Institute for National Strategic Studies
  - Center for the Study of Chinese Military Affairs
  - National Strategic Gaming Center
  - Interagency Transformation, Education and Analysis (ITEA) Program
  - Secretary of Defense Strategic Policy Forum (SPF) for Members of Congress and Senior Executive Branch officials

Die Forschung der NDU wird u. a. in dem eigenen Verlag National Defense University Press teilweise kostenfrei veröffentlicht.

## Internationale Absolventen
- Carl-Hubertus von Butler (* 1950), deutscher General
- Wolf-Dieter Löser (* 1949), deutscher General
- Lojas Fodor, ungarischer General und Kommandeur der Streitkräfte, 1996
- Mohammed Mahfoudh Al-Ardi, Kommandeur der Luftstreitkräft von Oman, 1992
- Dato' Seri Ismail bin Hassan, Armeekommandeur Malaysias, 1997
- Carlos Maria Zabala, Chef der argentinischen Streitkräfte, 1987
- Czeslaw Piatas, Generalstabschef Polens, 1999
- Edward Pietrzyk, Chef der polnischen Landstreitkräfte, 1998
- Ryszard Olszewski, Luftwaffenchef Polens, 2001
- Franciszek Gągor (1951–2010), Generalstabschef Polens, 2002
- Christopher Barrie, Chef der Streitkräfte Australiens, 1987
- Carlos Alberto Ospina Ovalle, Chef der kolumbianischen Armee, 1994
- Svein Ivar Hansen, Verteidigungschef Norwegens, 1997
- Daniel Opande, UN-Commandeur Elfenbeinküste, 1987
- Gheorghe Catrina, Chef der Luftwaffe Rumäniens, 2001
- Michael Atherly, Verteidigungschef Guyana
- Lamin Cisse, UN-Vertreter in der Zentralafrikanischen Republik, 1993
- Pavel Štefka (* 1954), Generalstabschef Tschechiens, 1999
- Wilson Boinett, Chef des kenianischen Geheimdienstes, 1991
- Olli-Matti Multamäki, Chef der finnischen Armee, 1994
- Martin Agwai, Armeechef Nigerias, 2000
- Roberto Efrain Rodriguez Giron, Kommandeur der Luftwaffe Guatemalas
- Victoria Villarruel, argentinische Vizepräsidentin